# Claude-Jean Besselièvre
Claude-Jean Besselièvre, né le 18 juillet 1778 et mort le 20 août 1829 à Paris, est un peintre français.

## Biographie
Élève de David, Claude-Jean Besselièvre expose au Salon de 1802 à 1825.
Ancien universitaire, un peu musicien, un tantinet poète, il applique à la miniature les théories symphonistes de Schaunard, il dessine des comédiens, des ténors, des basses. 
Il épouse Aimée Zoé Guiare, leur fille Marie Léonie épouse en 1831 Achille d'Artois. 
Il meurt à Paris à l'âge de 51 ans, le peintre Edme-Gratien Parizeau est témoin du décès à l'état civil. 

## Œuvres exposées aux Salons parisiens
- Portrait d’homme, au Salon de 1802, miniature
- Portrait d'homme, au Salon de 1806, miniature
- Un cadre renfermant cinq miniatures	1808
- Portrait de femme, au Salon de 1810, miniature
- Trois miniatures. Portraits. / 1° De Mme Goubau / 2° De Mme * / 3° De M. Vauquelin, au Salon de 1812
- Un portrait de femme, au Salon de 1814
- Portrait de M. Muntz-Berger, auteur et professeur de violoncelle, musicien de la Chapelle du Roi, et première basse du Théâtre Royal de l’Opéra-Comique, au Salon de 1817
- Portrait de Mlle *, au Salon de 1817, grande miniature
- Portrait de Mme Moreau, artiste sociétaire du Théâtre Royal de l’Opéra-Comique, et pensionnaire du Roi, au Salon de 1817
- Un cadre de miniatures renfermant, 1° Mlle Môre, artiste du théâtre Feydeau, rôle de Palmyre dans la Clochette ; 2° La fille de M. Muntz-Berger, artiste de la Chapelle du Roi et première basse au théâtre Feydeau ; 3° M. Moreau, artiste sociétaire du théâtre Feydeau, dans le rôle de Crispin de la Mélomanie ; 4° M. Pouchard du théâtre Feydeau ; 5° Portrait de M. *	1819
- Les Médecins français à Barcelone, au Salon de 1822[5].
- Portraits peints d’après nature, de MM. les médecins Français à Barcelonne, au Salon de 1823 (Douai)
- Charles V, roi de France, et son fils, au Salon de 1824 (Douai en 1825)